# Fokker D.XXIII
Fokker D.XXIII byl nizozemský jednomístný stíhací letoun navržený a vyrobený koncem  30. let 20. století u společnosti Fokker. Před napadením země nacistickým Německem v květnu 1940 byl vyroben a zalétán pouze jeden prototyp.

## Vznik a vývoj
Fokker D.XXIII byl navržen jako jednomístný dvoumotorový dolnoplošný stíhací letoun nekonvenční koncepce. Kvůli předejití problémů s asymetrií letu způsobovaných točivým momentem vrtulí měl jeden motor instalovaný v přídi jako tažný a druhý v zádi jako tlačný. Ocasní plochy byly neseny na dvou ramenech uchycených na křídle samonosné konstrukce. Krytý pilotní kokpit se nacházel v trupové gondole mezi tlačným a tažným motorem a stroj měl plně zatažitelný příďový podvozek.
Prototyp poháněný dvojicí československých vzduchem chlazených invertních vidlicových dvanáctiválců Walter Sagitta I-SR poprvé vzlétl 30. května 1939. Zkušební lety odhalily problémy s chlazením záďového motoru a jejich celkově nedostatečné výkony, a bylo navrženo aby sériové stroje používaly kapalinou chlazené motory Daimler-Benz nebo Rolls-Royce.  Vyskytly se také obavy o osud pilota pokud by byl nucen opustit stroj na padáku vzhledem k ohrožení listy zadní vrtule, což vedlo k zahájení studií konstrukce vystřelovacího sedadla. Jako prozatímní řešení byly na obě strany trupu před kokpitem přidána madla, které měl Fokkerův zkušební pilot Gerben Sonderman použít v případě nutnosti nouzového opuštění stroje k usnadnění výstupu.
Stroj uskutečnil celkem 11 letů v celkové době trvání kratší než 4 hodiny. Před několika posledními z nich došlo k podstatným úpravám paneláže zadní části trupu, ve snaze o vyřešení chronických problémů zadního motoru s přehříváním. Během přistání po jedenáctém letu v dubnu 1940 došlo k poškození podvozku a v květnu po německé invazi byl další vývoj ukončen.

## Specifikace

Třípohledový nákres D.XXIII

Údaje podle

### Technické údaje
- Osádka: 1
- Délka: 10,2 m
- Rozpětí křídla: 11,5 m
- Plocha křídla:  18,5 m²
- Výška: 3,8 m
- Prázdná hmotnost: 2 180 kg
- Maximální vzletová hmotnost: 2 950 kg
- Pohonná jednotka: 2 × vzduchem chlazený invertní vidlicový dvanáctiválec Walter Sagitta I-SR
- Výkon pohonné jednotky: 530 hp (400 kW)

### Výkony
- Maximální rychlost: 525 km/h
- Dolet: 840 km
- Praktický dostup: 9 000 m

### Výzbroj (plánovaná)
- 2 × kulomet FN Browning M36 ráže 7,92 mm
- 2 × kulomet FN Browning M39 ráže 13,2 mm